# Reinhard Leutner
Reinhard Josef Leutner (* 15. September 1942 in Marktgraitz; † 27. November 2022 in Bad Staffelstein) war ein deutscher Kommunalpolitiker (CSU). Vom 15. Dezember 1993 bis zum 14. Dezember 2011 war er Landrat des oberfränkischen Landkreises Lichtenfels.

## Biografie
Leutner schlug nach seiner Schulausbildung eine Karriere als Verwaltungsbeamter ein. Von 1963 bis 1966 durchlief er im Landratsamt Lichtenfels eine Ausbildung zum Regierungsinspektor und trat im Oktober 1966 eine Stelle bei der Regierung von Oberfranken an. Im Frühjahr 1968 wechselte er in das Landratsamt des Landkreises Staffelstein und wurde dort zum Regierungsoberinspektor befördert. Parallel zu seiner beruflichen Tätigkeit studierte er im Abendstudium an der Verwaltungs- und Wirtschaftsakademie Nürnberg und schloss sie mit dem Verwaltungsdiplom ab.
1972 wurde er als jüngster hauptamtlicher Bürgermeister Bayerns zum 1. Bürgermeister der Stadt Staffelstein gewählt. Zudem übernahm er ein Mandat im Kreistag des Landkreises Lichtenfels, wo er später zum Vorsitzenden der CSU-Fraktion gewählt wurde.
Im Herbst 1993 wurde Leutner aus ursprünglich vier Bewerbern nach einer Stichwahl mit 55,82 Prozent der Stimmen zum Nachfolger von Ludwig Schaller im Amt des Landrates des Landkreises Lichtenfels gewählt. Er wurde zweimal in seinem Amt bestätigt: 1999 mit einem Stimmenanteil von 97,57 Prozent, sechs Jahre später mit 72,55 Prozent.
Vom 9. Oktober 1998 bis zum 17. Oktober 2008 war er Mitglied des Bezirkstages von Oberfranken. Vom 16. Oktober 2003 bis zu seinem Ausscheiden war er dort Vorsitzender der CSU-Fraktion.
Ab dem 9. Mai 2008 war Reinhard Leutner Vorsitzender des Bezirksverbandes Oberfranken im Bayerischen Landkreistag; sein Nachfolger wurde Bernd Hering (SPD), der damalige Landrat des Landkreises Hof.
In der Nacht zum 17. Mai 2011 stürzte Leutner nach einer Taxiheimfahrt von einem Veterinärkongress vor seinem Haus in Staffelstein und wurde am Morgen bewusstlos aufgefunden. Sein Geldbeutel war abhandengekommen. Der Taxifahrer, mögliche Mitfahrer sowie ein Zeitungsausträger wurden des Aussetzens einer hilflosen Person bzw. des Diebstahls verdächtigt. Ob der Sturz ursächlich für die Hirnblutung war oder dessen Folge, blieb offen.
Infolge des Sturzes war Leutner dienstunfähig, die Amtsgeschäfte übernahm der stellvertretende Landrat bis zur Vereidigung von Christian Meißner als Landrat des Landkreises Lichtenfels. Leutner zog sich weitgehend aus der Öffentlichkeit zurück. Anlässlich seines 70. Geburtstages würdigte Christian Meißner die Verdienste seines Vorgängers.

## Auszeichnungen
- Ehrenbürgerschaft der Stadt Bad Staffelstein
- Ehrenbürgerschaft von Marktgraitz
- 2004: Bundesverdienstkreuz (I. Klasse)
- 2007: Bayerischer Verdienstorden
- 2011: Bayerische Verfassungsmedaille in Silber